# Club 57
Club 57 es una telenovela estadounidense-italiana producida por Nickelodeon, en coproducción con Rainbow S.p.A. La serie fue creada por Catharina Ledeboer, e Iginio Straffi y Pierluigi Gazzolo son productores. Esta protagonizada por Evaluna Montaner, Sebastián Silva, Carolina Mestrovic y el actor italiano Riccardo Frascari. Fue estrenada en Nickelodeon el 6 de mayo de 2019.
De 2018 a 2019, se filmaron 60 episodios de 45 minutos en Apulia, Italia y Miami, Florida. La escritora de Club 57, Catharina Ledeboer, trabajó muy cercanamente con el equipo italiano de Rainbow en el desarrollo de la historia. Ledeboer comentó: «Desde el elenco, la escritura hasta las canciones, Rainbow tuvo una influencia muy importante en la serie para garantizarnos que gustara, no solo en Italia, sino en la comunidad europea, donde hay planes de distribuirla».
El 22 de enero de 2020, Nickelodeon anunció la renovación para una segunda temporada, por lo cual comenzaron las grabaciones en colaboración con The Mediapro Studio. La primera parte de la segunda temporada fue estrenada el 14 de junio de 2021 y finalizó el 23 de julio del mismo año, mientras que la segunda parte se estrenó el 13 de septiembre de 2021 y finalizó el 22 de octubre del mismo año.

## Sinopsis

### Primera temporada (2019)
Eva (Evaluna Montaner) y su hermano Rubén (Sebastián Silva) descubren una máquina del tiempo creada por su abuelo y accidentalmente los lleva a 1957. Eva se enamora de JJ (Ricardo Frascari) y decide quedarse, pero su decisión desencadena un efecto mariposa que podría cambiar sus vidas de mala manera. Debido a eso Eva debe encontrar la forma de regresar al presente sin renunciar a su primer amor ya que si ella cambia el pasado y se queda con JJ puede causar una catástrofe en las líneas temporales de 2019 y 1957 y ella así debe de evitar que eso pase.

### Segunda temporada (2021)
Eva (Evaluna Montaner) y Rubén (Sebastián Silva) continúan sus aventuras viajando en el tiempo de 2019 a 1957, pero ahora viajan a 1987 para rescatar a JJ (Riccardo Frascari), solo que esta vez no son los únicos que saltan a través del tiempo. Sus caminos se cruzarán con viajeros de tiempo inesperados que pondrán no sólo su inteligencia a prueba, sino también sus corazones. Los Guardianes del Tiempo también están lidiando con misteriosas fuerzas ocultas en medio de ellos. También se enfrentan a los típicos problemas de los adolescentes con la escuela y el amor y las frustraciones que vienen con ella.

## Reparto

### Personajes
- Evaluna Montaner como Eva María García, una joven prodigio de 15 años, apasionada con la ciencia y la tecnología, luego de descubrir la máquina del tiempo de su abuelo Manuel Diaz y tener contacto indirecto con JJ, se motiva para viajar a 1957.[10]
- Riccardo Frascari como JJ Fontana, un joven bromista de 1957 proveniente de Italia, se enamora de Eva ante su llegada al año 1957.
- Sebastián Silva como Rubén García "Rurú", el hermano torpe y divertido de Eva, un joven de 16 años, que le interesa Sofía. Se ve envuelto en el viaje del tiempo con su hermana, al descubrirla.
- Carolina Mestrovic como Verónica "Vero" Salem, una joven de 1957, parte de las bailarinas del Club 57, enamorada de JJ y líder de las Rosagatas.
- Martín Barba como Aurek, un guardián del tiempo novato, al cual se le da la misión de restaurar la línea del tiempo de 1957. Quién posteriormente descubre que está enamorado de Eva.[11]
- Isabella Castillo como Amelia María Rivera, la estrella principal del Club 57, cuyo programa le ha traído fama en la ciudad, es una joven optimista y alegre que empieza a enamorarse de Manuel.
- Andrés Mercado como Manuel Díaz, la versión joven del abuelo de los hermanos García, un joven de 20 años de 1957, el cual, aún no descubre su interés en la ciencia y la astronomía, ayuda a su padre en un taller mecánico.
- Fefi Oliveira como Mercedes, una joven tímida del año 1957, siendo la abuela de Delaila, así mismo, es la primera amiga que hace Eva en 1957. Oliveira también interpreta a Delaila, la mejor amiga de Eva en la época actual, la cual posee una personalidad distinta a la de su abuela.
- Santiago Achaga como Tiago "Titi" (temporada 2), un chico rebelde pero a la vez un gran genio el encuentra su propio método para viajar en el tiempo y lo construye, y poco a poco en su instituto conoce a Eva y Rubén. Este en un comienzo se muestra como un rival de Eva, pero pronto comienza a sentir un interés amoroso hacia ella.

### Recurrentes
- Jonathan José Quintana como Miguel, el productor del Club 57 en el año 1957, él cual está enamorado de Amelia (primera temporada). A la vez, se vuelve el nuevo guardián del tiempo (segunda temporada). Quintana también interpreta a Droide, el sistema operativo de inteligencia, que ayuda a los guardianes del tiempo en sus misiones.
- Laura Rosguer como María del Carmen "Maca", una joven de 1957, amiga de Vero, parte de la bailarinas del Club 57, es parte también de las Rosagatas.
- Simoné Marval como Isabel "Isa", una joven de 1957, amiga de Vero, parte de la bailarinas del Club 57, es parte también de las Rosagatas. Es una joven inocente y pura de corazón con memoria fotográfica.
- Frank Fernández como Andrés, el primo de Vero, es un joven de 1957 que trabaja en un boliche, odia a JJ y junto a sus amigos le hacen bromas (primera temporada).
- Ángela Rincón como Sofía, el interés amoroso de Rubén en la época actual, una joven presumida y malcriada, que odia a Eva. Rincón, también interpreta a Sofea, la versión nerd de la original, y a Sofi, guardiana del caos y del tiempo.
- Mau Novoa como Checho, un joven de 1957 amigo de JJ, que suele hablar en tercera persona (primera temporada)
- Gabriel López como Oso, un joven de 1957 amigo de JJ, enamorado de Mercedes. López también interpreta a Barba Negra en la primera temporada.
- Adriano Zendejas como Víctor, un guardián del tiempo que monitorea de las líneas de tiempo (primera temporada).
- Martina Lavignasse como Diana, la jefa de los guardianes del tiempo de Italia, que monitorean las líneas de tiempo (primera temporada). A pedido de Leonardo, esta baja de rango, pasando a novata (segunda temporada)
- Carolina Angarita como Cecilia, una joven que trabaja como guardiana del caos.
- Johann Vera como Nero, el guardián de los guardianes del caos.
- Isabella Barragan como Sara, la jefa de los guardianes del tiempo de Manzanares.
- Daniela Pérez como Karina, la nueva productora de Club 57.
- Nataly Vasquez como María Antonieta, una amiga de Isa proveniente de 1800.
- Santiago Bidart como Abel, un joven de 1957 amigo de Andrés, es estudiante del Cristóbal Colón, suele molestar a JJ; es el más comprensivo de sus amigos (primera temporada).
- Jesús Nasser como Fernando, un joven de 1957 amigo de Andrés, es estudiante del Cristóbal Colón, suele molestar a JJ (primera temporada).
- Lola Ponce como Donna Fontana, una mujer de 1957 proveniente de Italia, es la madre de JJ y Camila.[12]
- Martha Picanes como la dama de los gatos / Vero del futuro / Doña Vero Salem, una vecina de Don Manuel en la época actual.
- Xavier Coronel como él abuelo "Nono" / Don Manuel Díaz, el abuelo de los hermanos García, un científico interesado en las ciencias y la tecnología, creador de muchos inventos.
- Valeria Arana como Camila Fontana, la hermana menor de JJ en 1957.
- Gael Sánchez como César, miembro del club de ciencias de 1957.
- Jorge Roguez como René, miembro del club de ciencias de 1957.
- Luis Mayer como Xavier, miembro del club de ciencias de 1957.
- Eduardo Ibarrola como don Luis, el dueño de La Medialuna Dinner en 1957.
- Carlotta Bizzo como Francesca, una joven italiana de 1957, amiga de la infancia de JJ, estando enamorada de él.
- Lorenzo Maida como Nico, un joven italiano de 1957, amigo de la infancia de JJ, primo de Francesca.
- Blas Roca Rey como Lorenzo Fontana, el padre de JJ y Camila, oriundo de Italia y dueño de un restaurante en 1957.
- Mateo Gerdes como Martín García, el hermano menor de Eva y Rubén.
- Vanessa Blandón como Elena, una de las asistentes de Miguel en 1957.

### Invitados
- Raúl Arrieta como el padre de Manuel, el dueño de un taller mecánico en 1957 y bisabuelo de los hermanos Díaz.
- Katie Angel como Jessica Renata, una famosa cantante de la época de los 50.
- Pasquale Cornacchia como Leonardo Da Vinci, el jefe de La Central del Tiempo.
- Sofía Brancato como una guardiana del Tiempo italiana, encargada de llevar a Eva a su tiempo.
- Maia Reficco como Kally Ponce, quien hace un cameo en el primer capítulo de la primera temporada.
- Felipe Arcila como Danilo, la versión hombre de Delaila (Fefi Oliveira).

## Temporadas
| Temporada | Temporada | Episodios | Episodios                | Lanzamiento original  | Lanzamiento original |
| Temporada | Temporada | Episodios | Episodios                | Primera emisión       | Última emisión       |
| --------- | --------- | --------- | ------------------------ | --------------------- | -------------------- |
|           | 1         | 60        | 60                       | 6 de mayo de 2019     | 26 de julio de 2019  |
|           | 2         | 60        | 30                       | 14 de junio de 2021   | 23 de julio de 2021  |
| 30        | 2         | 60        | 13 de septiembre de 2021 | 22 de octubre de 2021 |                      |

## Producción

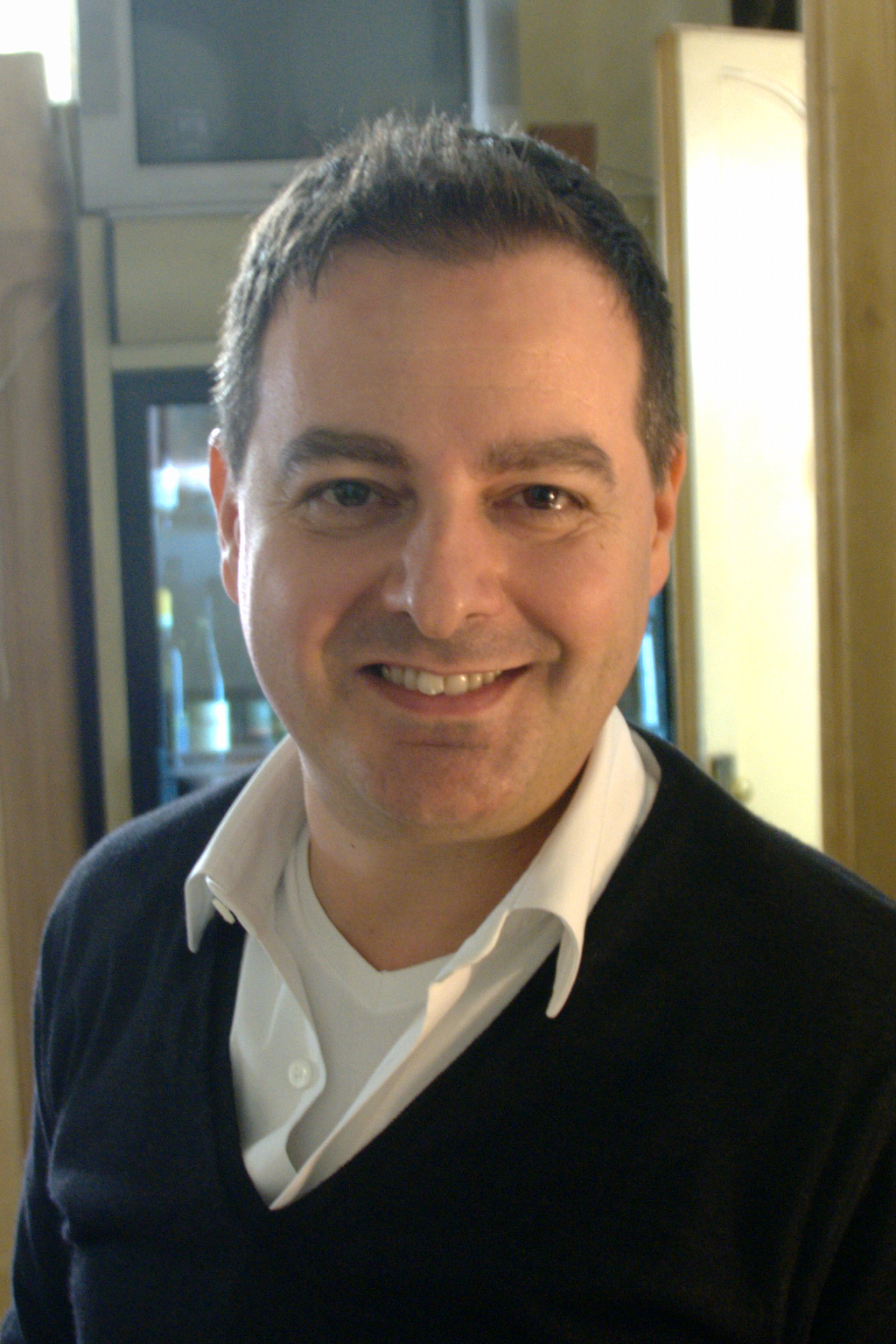
Iginio Straffi, productor de la serie

La primera temporada del programa tuvo luz verde después de que Iginio Straffi sostuvo una reunión con otros creativos de Nickelodeon. Straffi quería codesarrollar otra serie con Nickelodeon después de Winx Club. Vio un episodio piloto no emitido para el Club 57, que se filmó en el estudio de Viacom en Miami en 2016. Straffi se interesó en el concepto y, bajo su dirección, el protagonista masculino del programa (JJ) fue escrito como un inmigrante italiano. La creadora de la serie, Catharina Ledeboer, trabajó estrechamente con el equipo italiano durante todos los aspectos de la producción para adaptar el programa a una audiencia europea. Iginio Straffi trajo a muchos de sus antiguos miembros de la producción del Winx Club para trabajar en el Club 57, incluida la mayoría del personal de redacción y el equipo de diseño.
Los primeros sesenta episodios se desarrollaron durante un período de seis meses, comenzando en la región de Apulia en Italia en septiembre de 2018 y continuando en Miami, Florida. Durante el rodaje, los miembros del elenco estudiaron películas de la década de 1950 para representar con precisión el período de tiempo. Riccardo Frascari, un hablante nativo de italiano, aprendió el idioma español por su papel como JJ. La música de la serie fue compuesta por el padre de Evaluna Montaner, Ricardo Montaner; sus hermanos, Mau y Ricky Montaner; y su ahora esposo, Camilo Echeverry. Club 57 se estrenó con altas calificaciones, convirtiéndose en el programa mejor calificado en su franja horaria en Telecom de Viacom en mayo de 2019. 
Está coproducida por Nickelodeon y Rainbow Group (ambas empresas de Viacom International). En Italia es transmitida por RAI. Está creada y escrita por Catharina Ledeboer, quien ha escrito otras series de Nickelodeon como Every Witch Way, WITS Academy, y Talia in the Kitchen. El rodaje inició en septiembre de 2018 en Apulia, Italia y más tarde se rodó en Miami.
En total, se filmaron más de 2.700 minutos de metraje en 118 días de filmación. Después de terminar la primera temporada, Iginio Straffi habló sobre las producciones en curso de Rainbow y Nickelodeon y dijo: "los conocimientos de Rainbow y los conocimientos de Nickelodeon son muy complementarios; la sensibilidad de los estadounidenses con nuestro toque europeo".

### Casting
La actriz y cantante Evaluna Montaner fue elegida como la protagonista, Eva. Durante el período de casting, el padre de Montaner recibió un mensaje de un amigo, diciéndole que el papel principal del programa parecía adecuado para su hija. El gerente de Montaner le recomendó que audicionara para el personaje, que se llamaba "Luca"  en ese momento y cambió el nombre de Eva después de que Evaluna obtuviera el papel. Para el programa, Montaner cantó múltiples canciones en español e italiano. Su padre, hermanos y prometido compusieron la música, continuando la tradición de la familia Montaner de crear canciones juntos.
Riccardo Frascari, un italiano nativo, fue elegido como el protagonista masculino del programa, JJ. Frascari se enteró del programa por primera vez en mayo de 2018, cuando fue notificado de un nuevo proyecto Rainbow en busca de actores italianos que pudieran bailar, cantar y hablar español. Frascari le envió a Rainbow una presentación en video de él cantando una canción en español, pero no podía hablar el idioma con fluidez en ese momento. Después de ser elegido como JJ, Frascari tomó una clase intensiva de español para hablar con fluidez.
Con la excepción de Evaluna Montaner y Sebastián Silva, a la mayoría de los actores del programa se les dio una lista de películas de la década de 1950 para estudiar de modo que sus personajes actuaran como los de ese período. Los miembros del reparto incluso tomaron cursos que cubrían "cómo caminaron en los años 50, cómo hablaron en los años 50 y qué comieron en los años 50". Montaner y Silva, cuyos personajes Eva y Rubén son del siglo XXI, quedaron fuera de la instrucción para que sus reacciones de sorpresa a las costumbres de los años 50 fueran más naturales.
El tráiler demo reveló que se tenía como protagonistas a Evaluna Montaner, Sebastián Silva, Xabiani Ponce de León como Joaquín, una versión de JJ, Carolina Ayala como Vero, Isabella Castillo cuyo personaje se iba a llamar Guadalupe Rivera a Martin Barba y a Andrés Mercado.

## Recepción
Cuando Club 57 se reprodujo en la red Telefe de Viacom, se convirtió en el programa mejor calificado en su intervalo de tiempo de mayo a julio de 2019, alcanzando un total de 17.8 millones de espectadores. Según datos de IBOPE Media, la transmisión de Nickelodeon del Club 57 se ubicó como el programa mejor calificado en Argentina y México entre el público objetivo de los espectadores de entre 4 y 11 años. También se clasificó como la segunda serie mejor calificada en Brasil y Colombia en el mismo grupo de edad. En la aplicación móvil "Nick Play", las transmisiones de la primera temporada llegaron a más de 1.8 millones de espectadores. En el canal de YouTube de Nickelodeon, los videoclips musicales del Club 57 lograron un total combinado de más de 30 millones de visitas, a partir de agosto de 2019.
En el festival de los Premios Pulcinella de la RAI en Positano, Italia, el Club 57 fue nominado como la mejor serie de televisión de acción en vivo/híbrida de 2019. En los Kids' Choice Awards México 2019, la serie recibió múltiples nominaciones: programa de televisión favorito, Evaluna Montaner como actriz favorita y Riccardo Frascari y Sebastián Silva como actor favorito.

## Discografía

### Primera temporada
La primera canción revelada fue "El Tiempo Corre Al Revés" lanzada el 24 de diciembre de 2018, la banda sonora original fue lanzada de febrero a julio de 2019, siendo la canción "Baby, Baby" la última canción lanzada el 8 de noviembre de 2019. 
| Club 57 (Banda sonora original de la serie) |                            |                                                  |          |  |
| N.º                                         | Título                     | Escritor(es)                                     | Duración |  |
| 1.                                          | «El Tiempo Corre Al Revés» | Evaluna Montaner                                 | 2:21     |  |
| 2.                                          | «Club 57»                  | Isabella Castillo                                | 2:29     |  |
| 3.                                          | «Cuando Te Enamores De Mí» | Evaluna Montaner                                 | 3:07     |  |
| 4.                                          | «Canta y No Pares»         | Evaluna Montaner                                 | 3:50     |  |
| 5.                                          | «Deshojo la margarita»     | Riccardo Frascari                                | 3:15     |  |
| 6.                                          | «Ladrona»                  | Evaluna Montaner Carolina Mestrovic              | 2:58     |  |
| 7.                                          | «Te regalo la luna»        | Riccardo Frascari                                | 4:01     |  |
| 8.                                          | «Me Va a Extrañar»         | Evaluna Montaner                                 | 4:30     |  |
| 9.                                          | «Tan Sola»                 | Sebastián Silva                                  | 2:36     |  |
| 10.                                         | «Malalala»                 | Carolina Mestrovic                               | 2:43     |  |
| 11.                                         | «Bailando en la Lluvia»    | Evaluna Montaner Riccardo Frascari               | 3:00     |  |
| 12.                                         | «Concierto de Silencios»   | Isabella Castillo Andrés Mercado                 | 3:37     |  |
| 13.                                         | «Algo Bueno va a Pasar»    | Evaluna Montaner Fefi Oliveira Riccardo Frascari | 2:57     |  |
| 14.                                         | «Alíviame»                 | Evaluna Montaner                                 | 3:27     |  |
| 15.                                         | «Baby, Baby»               | Riccardo Frasccari                               | 3:38     |  |
| 45:49                                       |                            |                                                  |          |  |

La serie contó con una banda sonora original en italiano, en donde Montaner, Frascari, Fefi Oliveira y Isabella Castillo dieron sus voces para interpretar sus respectivas canciones en su traducción al italiano. 

| Club 57 (Banda sonora en italiano de la serie) |                                         |                                                  |          |  |
| N.º                                            | Título                                  | Escritor(es)                                     | Duración |  |
| 1.                                             | «Corro nel tempo da te»                 | Evaluna Montaner                                 | 2:21     |  |
| 2.                                             | «Club 57»                               | Isabella Castillo                                | 2:29     |  |
| 3.                                             | «Quando ti innamorerai di me»           | Evaluna Montaner                                 | 2:18     |  |
| 4.                                             | «Canta e non fermarti»                  | Evaluna Montaner                                 | 3:48     |  |
| 5.                                             | «Un petalo dopo l'altro»                | Riccardo Frascari                                | 3:15     |  |
| 6.                                             | «Ti regalo la luna»                     | Riccardo Frascari                                | 3:58     |  |
| 7.                                             | «Gli mancherò»                          | Evaluna Montaner                                 | 4:27     |  |
| 8.                                             | «Canta e non fermarti (JJ e Francesca)» | Riccardo Frascari Carlotta Bizzo                 | 2:32     |  |
| 9.                                             | «Qualche cosa cambierà»                 | Evaluna Montaner Fefi Oliveira Riccardo Frascari | 2:49     |  |
| 10.                                            | «Insieme a Te»                          | Evaluna Montaner                                 | 3:24     |  |
| 11.                                            | «Ballando sotto la pioggia»             | Evaluna Montaner Riccardo Frascari               | 3:00     |  |
| 12.                                            | «Malalala»                              | Carolina Mestrovic                               | 2:43     |  |
| 26:37                                          |                                         |                                                  |          |  |

### Segunda temporada
| Club 57 - Segunda temporada |                                  |                                                                                   |          |  |
| N.º                         | Título                           | Escritor(es)                                                                      | Duración |  |
| 1.                          | «Tú Cuentas Conmigo»             | Evaluna Montaner Santiago Achaga Sebastián Silva Carolina Mestrovic Fefi Oliveira | 2:53     |  |
| 2.                          | «Nadie Como Yo»                  | Riccardo Frascari                                                                 | 2:41     |  |
| 3.                          | «Cupido»                         | Sebastián Silva Angela Rincón                                                     | 2:46     |  |
| 4.                          | «Te Digo Adiós»                  | Fefi Oliveira                                                                     | 3:08     |  |
| 5.                          | «Mejor Perderte Que Encontrarte» | Evaluna Montaner Carolina Mestrovic                                               | 2:12     |  |
| 6.                          | «Vuelvo A Enamorarme»            | Sebastián Silva Riccardo Frascari Gabo Lopez Andres Mercado                       | 3:21     |  |
| 7.                          | «Ya Nada Nos Separa»             | Evaluna Montaner Sebastián Silva                                                  | 2:35     |  |
| 8.                          | «Podemos Ser Amigos»             | Evaluna Montaner Santiago Achaga                                                  | 2:43     |  |
| 9.                          | «Muchacha Solitaria»             | Evaluna Montaner                                                                  | 3:46     |  |
| 10.                         | «Luna Para Ti»                   | Evaluna Montaner Riccardo Frascari                                                | 3:31     |  |
| 11.                         | «Eva»                            | Riccardo Frascari                                                                 | 2:32     |  |
| 12.                         | «Mar De Llanto»                  | Evaluna Montaner                                                                  | 3:55     |  |
| 33:23                       |                                  |                                                                                   |          |  |

## Otros medios
En marzo de 2019, Rainbow SpA anunció un conjunto de libros vinculados basados en el programa, incluyendo una novela de 128 páginas escrita desde el punto de vista de Eva. Los libros fueron lanzados en Italia el 10 de julio de 2019. Rainbow también lanzó una revista Club 57 en octubre del mismo año.
En el Festival de Cine de Giffoni 2019, Rainbow SpA celebró un evento del "Día de Rainbow" con una actuación de Riccardo Frascari como JJ. Los episodios no emitidos de Winx Club y Club 57 se proyectaron para los jurados del festival, y Frascari apareció para una sesión de preguntas y respuestas con los fanáticos.
El 30 de noviembre de 2019, se estrenó un show de teatro en vivo basado en la serie en el Teatro Gran Rex. Presentó la mayor parte del elenco de televisión y todas las canciones originales del programa. Billboard describió la trama del espectáculo como un "spin-off" que tiene lugar después de la historia de la primera temporada.